# レーモンド松屋
レーモンド松屋（レーモンドまつや、1951年 - ）は、愛媛県西条市出身、在住のシンガーソングライター。

## 経歴
高校時代からバンドを組み、卒業後に上京し音楽学校で学ぶ。23歳で地元に戻り、音楽以外の仕事に従事しながら音楽活動を続け、インディーズでCDを発売する。
『竹ヶ島きょうも晴』の発売時に、「レーモンド松屋」を名乗り始める。
ライブでは女性キーボード奏者野嶋久仁子とユニットを組み、四国地方を中心に活動している。
2012年、五木ひろしに提供した『夜明けのブルース』で第54回日本レコード大賞「作曲賞」を受賞。
2013年、『東京パラダイス』がNHKラジオ深夜便の「深夜便のうた」に選ばれ、4月から6月まで毎日オンエアされる。同年、五木ひろしに提供した『博多ア・ラ・モード』で第46回日本作詩大賞「大賞」を受賞。
2014年、『朝やけの二人』で日本作曲家協会音楽祭・2014「有線大衆賞」を受賞。

## 安芸灘の風
2008年に『安芸灘の風』（あきなだのかぜ）をインディーズで発売。
この曲が「キャン有線演歌お問合せランキング」で、2010年2月〜5月まで、史上初となる4カ月連続1位を獲得。これを受け、同年7月に59歳でメジャーデビューを果たした。
『安芸灘の風』は、（同年度の）第43回日本有線大賞「新人賞」「有線問い合せ賞」をダブル受賞した。

## リリース作品

### メジャーシングル
※ すべて、作詞・作曲：レーモンド松屋
- 2010年7月7日 - UPCH-80189[5]

1. 安芸灘の風
2. 燧灘（ひうちなだ）

- 2011年7月6日 - UPCH-80240[6]

1. 雨のミッドナイトステーション
2. しのび駒

- 2012年4月11日 - UPCH-80265[7]

1. 来島海峡
2. 森羅万象

- 2013年6月5日 - UPCH-80326[8]

1. 東京パラダイス
2. 我道（がどう）

- 2014年5月28日 - UPCH-80364[9]、UPCH-89173[10]

1. 朝やけの二人
2. 初恋紙芝居

- 2014年9月3日 - UPCH-80382[11]

1. ふたりのアイランド
2. 露天の月
  - 長山洋子とのデュエット曲

- 2015年5月20日 - UPCY-5004[12]

1. 望郷屋台酒
2. 南風
  - 1. は、香西かおり「とまり木夢灯り」のアンサーソング

- 2016年5月25日 - UPCY-5021[13]

1. Kissしてハグして大阪
2. 星空のエレベーター

- 2017年7月12日 - UPCY-5043[14]

1. 真実・愛ホテル
2. 素肌さらして

### メジャーアルバム
- 2013年10月2日 - UPCH-20330[15] 「歌謡クラシックス 〜ぼくらの時代〜」

| 1. 安芸灘の風 2. 想いで迷子 3. 燧灘 4. 我道 5. 有楽町で逢いましょう 6. 雨のブルース 7. ああ上野駅 8. おんな船頭唄 | 1. 来島海峡 2. 森羅万象 3. 雨のミッドナイトステーション 4. リンゴ村から 5. 別れの一本杉 6. 赤いランプの終列車 7. 東京パラダイス |

- 2015年9月30日 - UPCY-7039[16] 「歌謡クラシックスⅡ ～セルフカバーヒストリー～」

| 1. 夜明けのブルース 2. 芙美子 3. めぐり逢って 4. 博多ア・ラ・モード 5. 雨のミッドナイトステーション 6. 東京ロマンス 7. しのび駒 | 1. 初恋紙芝居（Solo.Ver） 2. ふたりのアイランド（Solo.Ver） 3. 別の貴方 4. 朝やけの二人 5. 安芸灘の風 6. 望郷屋台酒（アルバム.Ver） |

- 2016年6月15日 - UPCY-7136[17] 「ベスト ヒット セレクション[+DVD]」

| 1. 夜明けのブルース 2. 安芸灘の風 3. 来島海峡 4. 雨のミッドナイトステーション 5. 博多ア・ラ・モード | 1. しのび駒 2. 燧灘 3. 朝やけの二人 4. 東京パラダイス 5. 望郷屋台酒（シングル.Ver） |

## 楽曲提供

### 南かなこ
- 2010年6月23日 - COCA-16390、COSA-2065

1. しのび駒 作詞・作曲：レーモンド松屋、編曲：伊平友樹
2. 別の貴方 作詞・作曲：レーモンド松屋、編曲：伊平友樹

- 2011年6月22日 - COCA-16462、COSA-2098

1. 雨のミッドナイトステーション 作詞・作曲：レーモンド松屋、編曲：伊平友樹
2. めぐり逢って 作詞・作曲：レーモンド松屋、編曲：伊平友樹

### 五木ひろし
- 2012年4月25日 - FKCM-26、FKSX26

1. 夜明けのブルース 作詞・作曲：レーモンド松屋、編曲：レーモンド松屋、伊平友樹
2. 芙美子 作詞・作曲：レーモンド松屋、編曲：伊平友樹

- 2013年4月24日 - FKCM-28、FKSX28

1. 博多ア・ラ・モード 作詞・作曲：レーモンド松屋、編曲：竜崎孝路

- 2014年3月19日 - FKCM-30、FKSX30

1. 東京ロマンス(ｃ/ｗ) 作詞：レーモンド松屋(作詞補 五木ひろし)、作曲：レーモンド松屋、編曲：レーモンド松屋・伊平友樹

### 香西かおり
- 2015年4月29日 - UPCY-5005、UPSY-5005

1. とまり木夢灯り 作詞・作曲：レーモンド松屋、編曲：上杉洋史
2. 東京ブルース（2015ヴァージョン） 作詞：水木かおる、作曲：藤原秀行、編曲：薗広昭

### 角川博
- 2016年9月21日 - KICM-30751

1. 広島ストーリー 作詞・作曲：レーモンド松屋、編曲：レーモンド松屋、伊平友樹
2. 負けない魂  作詞・作曲：レーモンド松屋、編曲：レーモンド松屋、伊平友樹

### 広瀬倫子
- 2016年9月21日 - TECG-53

1. 生まれ変わって 作詞・作曲：レーモンド松屋、編曲：レーモンド松屋、伊平友樹
2. 真っ赤な花びら  作詞・作曲：レーモンド松屋、編曲：レーモンド松屋、伊平友樹

### 大石まどか
- 2017年9月20日－COCA-17337/COSA-2345

1. ストロベリームーン　作詞・作曲：レーモンド松屋、編曲：田代修二
2. つつましく たくましく　作詞・作曲：レーモンド松屋、編曲：田代修二

## 出演番組

### テレビ
- 2010年10月05日、「NHK歌謡コンサート」（NHK総合）
- 2010年11月15日、「ズームイン!!SUPER」（日本テレビ、電話出演）
- 2010年11月18日、「第43回日本有線大賞」（TBS）
- 2011年01月30日、「洋子の演歌一直線」（テレビ東京）
- 2012年012月30日、「第54回輝く!日本レコード大賞」 （TBS）

他多数